# Хайнрих XII фон Флекенщайн
Хайнрих XII (XIII) фон Флекенщайн-Бикенбах „Млади“ (на немски: Heinrich XII (XIII) von u. zu Fleckenstein gen. von Bickenbach; † 1416/или между 13 юни и 28 юли 1422) от благородническата фамилия Флекенщайн от Елзас, е рицар, господар на Зулц, Хирщал, Матщал, Мюлхофен. Той започва да се нарича фон Бикенбах.

## Произход
Той е син на Хайнрих X фон Флекенщайн († 1380/1381) и съпругата му Катарина фон Вазигенщайн († 1373/1381), дъщеря на Ханс фон Вазигенщайн, Обервазигенстайн, Лютцелхард, манастир Арнсберг, и Катарина фон Хюнебург († сл. 1367). Брат е на Йохан II фон Флекенщайн († 18 май 1426), княжески епископ на Вормс (1410 – 1426), и Хайнрих XIII фон Флекенщайн (XII) „Млади“ († 1392/1402/1408), господар на Зулц, Бикенбах, Лембах, Оберкутценхаузен, Ховайлер, губернатор на Бар.

## Фамилия
Хайнрих XII фон Флекенщайн се жени за Елза фон Кронберг († 1416), дъщеря на рицар Хартмуд VII фон Кронберг (1335 – 1370) и втората му съпруга Агнес Кемерер-Ханен († сл. 1368). Те имат три деца:
- Хайнрих XIV фон Флекенщайн (XV) (* ок. 1390; † между 12 май 1459 и 10 март 1460), фогт на Зулц, женен пр. 29 юни 1413 г. за Петриса фон Хелмщат (* ок. 1391; † сл. 16 февруари 1463)
- Фридрих фон Флекенщайн († 24 юли 1438)
- Неза фон Флекенщайн (* пр. 1412; † 1452/сл. 1459), омъжена за граф Еберхард I фон Шьонбург-Везел († 1439)

## Галерия
- Замък Флекенщайн
- Останки от замък Флекенщайн